# Балка Ляшева
Балка Ляшева (рос. Б. Ляшева; б. Ляшевая) — балка (річка) в Україні у Синельниківському районі Дніпропетровської області. Права притока річки Вовчої (басейн Дніпра).

## Опис
Довжина балки приблизно 5,40 км, найкоротша відстань між витоком і гирлом — 4,80  км, коефіцієнт звивистості річки — 1,13 . Формується декількома безіменними балками та загатами.

## Розташування
Бере початок на південно-західній стороні від села Діброва. Тече переважно на південний захід і на східній околиці села Тихе впадає у річку Вовчу, ліву притоку річки Самари.

## Цікаві факти
- Від витоку балки на північній стороні на ваідстані приблизно 3,73 км розташований автошлях Н15[3] (автомобільний шлях національного значення на території України, Запоріжжя — Донецьк.).